# Calvay
Calvay (em gaélico escocês:  Calbhaigh) é uma ilha não habitada da Escócia, situada na região de Eriskay, nas Hébridas Exteriores.